# Fatisk kommunikation
Fatisk kommunikation är en term inom lingvistiken, med ursprung i den polske antropologen Bronisław Malinowskis forskning från 1923. 
Malinowski använde termen för att beskriva sådan kommunikation som inte syftar till informationsöverföring eller utbyte av mening eller fakta. Syftet med den fatiska kommunikationen är i stället av social karaktär, med funktionen att bibehålla relationer och band.
Typexempel på fatisk kommunikation är småprat om väder; trevligt väder idag, inte sant?, eller kollektivtrafik; tänk att bussen aldrig kan komma på utsatt tid. 